# Futbol Club Barcelona 1992-1993

## Rosa
| N. |                   | Ruolo | Calciatore          |
| -- | ----------------- | ----- | ------------------- |
|    | Spagna (bandiera) | P     | Andoni Zubizarreta  |
|    | Spagna (bandiera) | D     | Albert Ferrer       |
|    | Spagna (bandiera) | D     | Miquel Soler        |
|    | Spagna (bandiera) | C     | Josep Guardiola     |
|    | Spagna (bandiera) | C     | Guillermo Amor      |
|    | Spagna (bandiera) | D     | Miguel Ángel Nadal  |
|    | Spagna (bandiera) | D     | José Ramón Alexanko |
|    | Spagna (bandiera) | C     | José Mari Bakero    |
|    | Spagna (bandiera) | A     | Aitor Begiristain   |
|    | Spagna (bandiera) | P     | Carles Busquets     |
|    | Spagna (bandiera) | C     | Eusebio Sacristán   |
|    | Spagna (bandiera) | A     | Julio Salinas       |

| N. |                        | Ruolo | Calciatore            |
| -- | ---------------------- | ----- | --------------------- |
|    | Spagna (bandiera)      | D     | Lluís Carreras        |
|    | Spagna (bandiera)      | D     | Jon Andoni Goikoetxea |
|    | Spagna (bandiera)      | D     | Juan Carlos Rodríguez |
|    | Spagna (bandiera)      | D     | Pablo Alfaro          |
|    | Spagna (bandiera)      | C     | Óscar                 |
|    | Spagna (bandiera)      | A     | Pablo Maqueda         |
|    | Spagna (bandiera)      | P     | Jesús Angoy           |
|    | Paesi Bassi (bandiera) | D     | Ronald Koeman         |
|    | Paesi Bassi (bandiera) | C     | Richard Witschge      |
|    | Danimarca (bandiera)   | A     | Michael Laudrup       |
|    | Bulgaria (bandiera)    | A     | Hristo Stoichkov      |
|    | Croazia (bandiera)     | C     | Goran Vučević         |

### Staff tecnico
- Allenatore:  Johan Cruijff